# Deborah Basa
Deborah Basa est une réalisatrice et scénariste congolaise,,.

## Filmographie
- 2014 : Harmonica[4],[5] (court métrage), réalisatrice
- 2019 : L'amour à 200 mètres[6] (série télévisée), réalisatrice assistante.
- 2020 : Awa (Ici)[7] (Court métrage), réalisatrice et co-productrice.

## Vie privée
Déborah Basa Kabambi est mère de deux enfants et épouse du réalisateur congolais Tshoper Kabambi.